# Charles James Fox
Charles James Fox (24. ledna 1749, Londýn, Anglie – 13. září 1806, Londýn, Anglie) byl britský politik z významného rodu Foxů. Od devatenácti let až do smrti byl členem Dolní sněmovny. Vynikl jako jeden z nejvýznamnějších parlamentních řečníků přelomu 18. a 19. století, v politice patřil k whigům, zastával liberální názory, podporoval úsilí amerických kolonistů o získání nezávislosti a francouzskou revoluci, zasazoval se o zrušení otroctví a emancipaci náboženských menšin. Celý život se potýkal s nepřízní krále Jiřího III. a většinu své politické dráhy strávil v opozici proti dlouholeté vládě Williama Pitta. Třikrát byl britským ministrem zahraničí (1782, 1783, 1806), celkově tuto funkci ale vykonával jen dvacet měsíců.

## Kariéra ve státních úřadech
Narodil se v Londýně jako druhorozený syn 1. barona Hollanda, mimo jiné byl bratrancem 3. vévody z Richmondu a 2. vévody z Leinsteru. Studoval v Etonu a Oxfordu, mezitím se stal členem Dolní sněmovny, kde setrval nepřetržitě 38 let (1768–1806), absolvoval také kavalírskou cestu, během níž navštívil Francii, Itálii a Švýcarsko. Původně patřil k toryům a v Northově vládě zastával nižší úřady lorda admirality (1770–1773) a lorda komisaře pro obchod a kolonie (1773-1774). Na nátlak Jiřího III. byl v roce 1774 z vlády odvolán, ale téhož roku po otci převzal post komisaře korunních příjmů ve Walesu (1774–1782). V Rockinghamově vládě byl jmenován ministrem zahraničí s členstvím v Tajné radě. Ve funkci vydržel jen tři měsíce a byl odvolán zvláštním rozkazem Jiřího III., zároveň ztratil post komisaře korunních příjmů ve Walesu. Ve vládě vévody z Portlandu patřil spolu s Northem k vůdčím osobnostem, proto se také kabinet označuje jako Fox-Northův. V této vládě byl Fox znovu ministrem zahraničí (duben až prosinec 1783).
I když patřil k předním politickým rivalům W. Pitta mladšího, ten mu při sestavování vlády v roce 1783 nabídl funkci ministra, protože si byl vědom jeho schopností. Fox to ale odmítl a zůstal předním řečníkem opozice, později se díky otevřené podpoře francouzské revoluce dostal do sporu i se svými spolustraníky, takže kolem roku 1800 se vyhýbal veřejnému působení, v roce 1798 byl i vyloučen z Tajné rady. Po Pittově smrti byl povolán do Grenvillovy vlády znovu jako ministr zahraničí, bylo mu obnoveno i členství v Tajné radě (únor 1806), zemřel ale již 13. září téhož roku.

## Kariéra v parlamentu

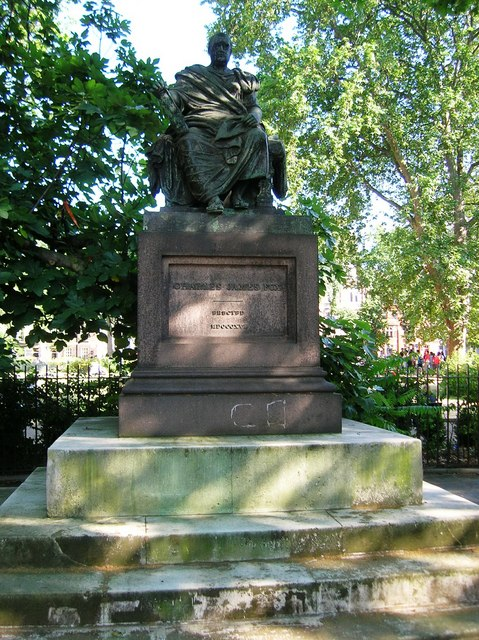
Socha Charlese Jamese Foxe na náměstí Bloomsbury Square v Londýně

Do Dolní sněmovny vstoupil již v roce 1768 ještě před dosažením zákonné věkové hranice (bylo mu tehdy 19 let) s finanční podporou svého otce. Nejprve byl poslancem za Midhusrt spolu se svým bratranacem, pozdějším 2. hrabětem z Ilchesteru, od roku 1774 zastupoval v parlamentu za West Sussex. V roce 1780 začala jeho kariéra v prestižním volebním obvodu Westminster, který svou nejpočetnější voličskou základnou patřil v anglickém parlamentu k nejdůležitějším. Ve volbách v roce 1780 se Northova vláda za pomoci značné finanční podpory 8 000 liber snažila prosadit svého kandidáta hraběte z Lincolnu (pozdější 3. vévoda z Newcastle), ale Fox jej porazil. V souvislosti se svým jmenováním do funkce ministra zahraničí v letech 1782 a 1783 musel podstoupit doplňovací volby, ty ale absolvoval úspěšně bez protikandidáta. Volby ve Westminsteru byly po celé 18. století provázeny značnou korupcí, což vyčerpávalo obě politické strany, proto pro volby v roce 1790 byla uzavřena dohoda, že každá strana postaví jen jednoho kandidáta. Ve volbách v letech 1790, 1796 a 1802 Fox ve Westminsteru volby vyhrál, na druhé pozici se umístili toryovští kandidáti (1790 admirál Samuel Hood, 1796 a 1802 admirál Alan Gardner). Jako nově jmenovaný ministr zahraničí v roce 1806 musel Fox opět podstoupit doplňovací volby, tehdy však bez problémů uspěl bez protikandidáta.
Na půdě parlamentu proslul jako brilantní řečník s vynikajícím vzděláním a širokým rozhledem, jeho projevy byly poprvé vydány tiskem v roce 1815 v šesti svazcích.

## Soukromý život
Přes uvolněné mravy vyšší anglické společnosti 18. století byl soukromý život Charlese Jamese Foxe vnímán jako excentrický i díky jeho radikálním politickým názorům. V jeho soukromí hrály velkou roli alkohol, hazardní hry a milenky, již v pětadvaceti letech měl dluhy převyšující sumu 100 000 liber. V roce 1785 se oženil s bývalou kurtizánou Elizabeth Armitstead (1750-1842), jejich manželství zůstalo bez potomstva.
Jeho mladší bratr Henry Fox (1755–1811) byl naopak oblíbencem Jiřího III., v armádě dosáhl hodnosti generála, uplatnil se jako diplomat, byl vrchním velitelem v Irsku a guvernérem v Gibraltaru. Synovec Henry Richard Fox, 3. baron Holland (1773–1840) byl diplomatem a v Grenvillově vládě lordem strážcem tajné pečeti.